# Girafa-masai
A girafa-masai (Giraffa tippelskirchi) é a maior espécie de girafa, e o mamífero mais alto da terra[carece de fontes?]. Pode ser encontrada no Quênia e Tanzânia.

## Descrição
A girafa Masai se distingue por manchas irregulares em seu corpo, alcance geográfico, incluindo o sul do Quênia, toda a Tanzânia e o Vale de Luangwa, na Zâmbia, e evidências genéticas.

## Reprodução
Não existe uma época de reprodução sazonal para a girafa-masai, e as fêmeas podem engravidar a partir dos 4 anos. Elas também dão à luz em pé. Demora 2-6 horas para uma girafa para nascer. Cerca de 50-75% dos filhotes morrem em seus primeiros meses de vida devido à predação. Mesmo que muitos filhotes morram, a mãe vai tentar coicear predadores como as hienas e os leões com os seus afiados cascos. Esta ação pode ferir ou matar um predador rapidamente; um coice é forte o suficiente para esmagar o crânio de um leão ou quebrar sua espinha dorsal.